# Silaiman
Silaiman es una  ciudad censal situada en el distrito de Madurai en el estado de Tamil Nadu (India). Su población es de 6436 habitantes (2011). Se encuentra a 10 km de Madurai.

## Demografía
Según el censo de 2011 la población de Silaiman era de 6436 habitantes, de los cuales 3274 eran hombres y 3162 eran mujeres. Silaiman tiene una tasa media de alfabetización del 88,96%, superior a la media estatal del 80,09%: la alfabetización masculina es del 94,53%, y la alfabetización femenina del 83,28%.